# A rosszfiúk: Rémes rablás
A rosszfiúk: Rémes rablás (eredeti címen: The Bad Guys: Haunted Heist) 2024-ben bemutatott amerikai 3D-s számítógépes animációs filmvígjáték, amit Kevin Peaty rendezett, A 2022-es A rosszfiúk című film második különkiadása A rosszfiúk: Pocsék karácsony után.
A bemutató 2024. október 3-án volt a Netflixen.

## Cselekmény
A pocsék karácsony előtt Farkas mesél a bandának egy legendás kincsről, amely egy Reginald E. Rémiszt nevű gonosztevő papucscsőrű madárhoz tartozik, mondván, hogy aki elveszi, azt élete végéig kísérteni fogja. Ők azonban nem hisznek neki, hiszen halloweenkor szokta megtréfálni őket azzal, hogy megijeszti őket. Megígéri, hogy nem fogja megijeszteni őket, miközben elindulnak Rémiszt kúriája felé. Míg ott vannak, folyamatosan ijesztgetik őket az automata szerkezetekkel, amiket Rémiszt azért hagyott ott, hogy elijessze a tolvajokat. Sikerül megtalálniuk a kincset, egy amulettet, és ellopják.
Visszatérve a rejtekhelyükre, Farkas kezd megőrülni, olyan zenét hall, amit senki más nem hall, és furcsa álmai vannak. Mivel úgy gondolja, hogy vissza kell adnia az amulettet, hogy megbékítse Rémisztet, Farkas összegyűjti a csapatot, hogy visszamenjenek a kastélyba. Elindulnak a kúria felé, amikor a bandát elrabolják, aminek következtében Farkas visszaadja az amulettet. Hamarosan kiderül, hogy a többiek megtréfálták Farkast, miután ő is ugyanezt tette velük. Amikor azonban Farkas ismét elveszi az amulettet, mielőtt felfedné, hogy tudott a csínyről, és manipulálta őket, hogy ellenük használja fel. A banda feldühödve azon, hogy kétszer is megtréfálta őket, nekiront Farkasnak, és megtámadja.

## Szereplők
| Szereplő            | Eredeti hang         | Magyar hang   |
| ------------------- | -------------------- | ------------- |
| Farkas              | Michael Godere       | Rajkai Zoltán |
| Cápa                | Ezekiel Ajeigbe      | Elek Ferenc   |
| Piránya             | Raul Ceballos        | Csőre Gábor   |
| Kígyó               | Chris Diamantopoulos | Csankó Zoltán |
| Regináld E. Rémiszt | Chris Diamantopoulos | Kőrösi András |
| Tarantella/Hálós    | Mallory Low          | Gubik Petra   |

### Magyar változat
- Magyar szöveg: Szentmihályi Hunor
- Hangmérnök: Mihályfi Kristóf
- Vágó: Kajdácsi Brigitta
- Gyártásvezető: Kincses Tamás
- Szinkronrendező: Tabák Kata
- Produkciós vezető: Hagen Péter

A szinkront a Mafilm Audio Kft. készítette.